# Хоруннефер
Хоруннефер (др.-греч. Γερμανхэ;, ок. ? — ум. около 197 до н. э.) — верхнеегипетский царь (205—199 до н. э.), который возглавил Верхний Египет, отделившись от власти Птолемея IV Филопатора в 205 году до н. э. Вместе со своим преемником Анхвеннефером (также известным как Хаоннофрис или Анхмакис) он удерживал большую часть Египта до 186 года до н.э. (Птолемею V Эпифану (204-180) удалось подавить этот бунт лишь на 19-м году правления) О степени его влияния свидетельствует сграффито, датируемое примерно 201 годом до н.э. на стене храма Сети I в Абидосе, где он назван греческим именем Гармах. Возможно, отец Анхуннефера I.
Абиденское сграффито, один из немногих документов, оставшихся от его правления, написано на египетском языке греческими буквами, что является древнейшим свидетельством его развития, которое закончилось заменой коптской письменности на исконно египетскую демотическую.

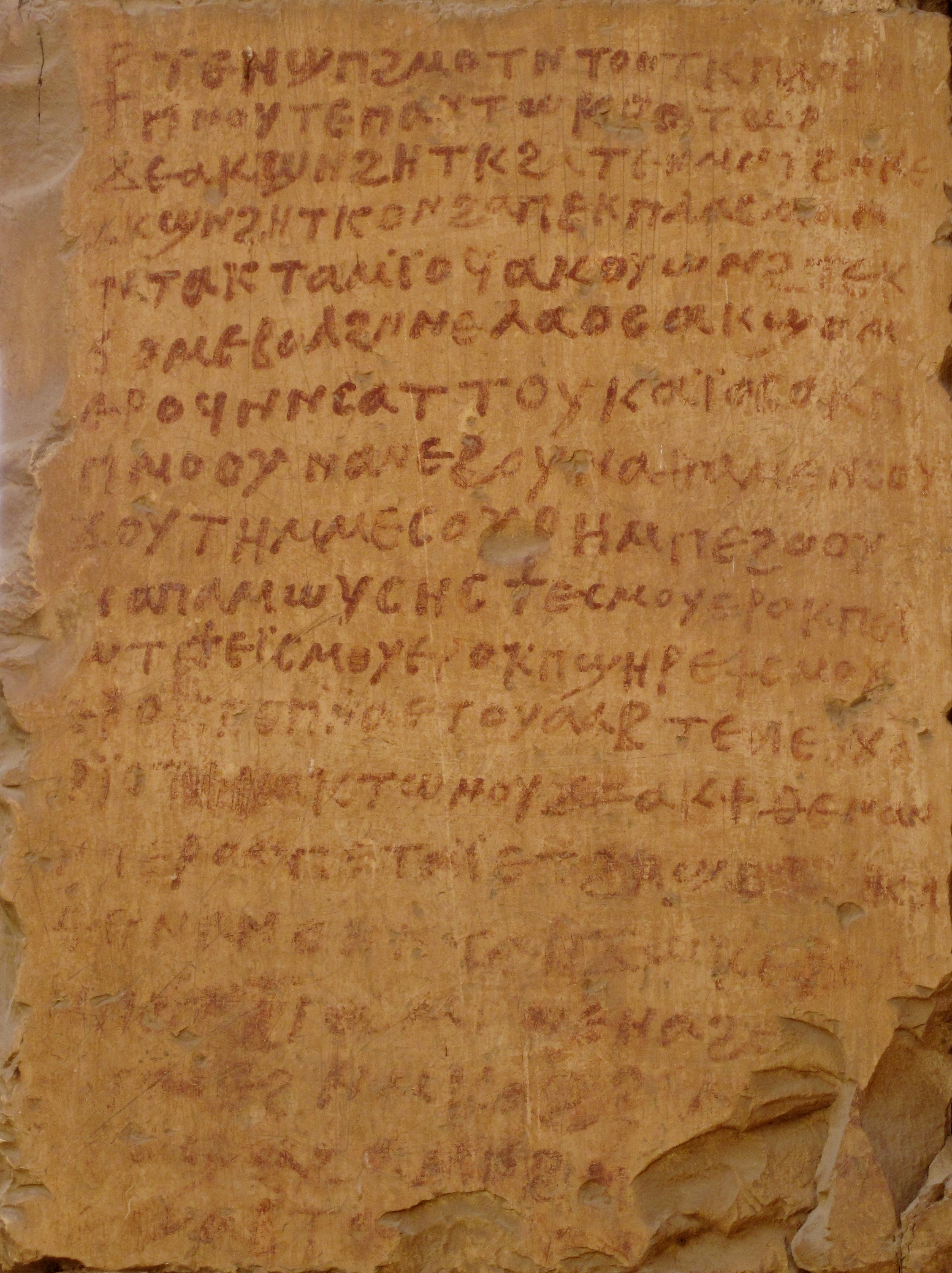
Абиденское сграффито датируемое примерно 201 годом до н.э. на стене храма Сети I в Абидосе

## В популярной культуре
Боевого слона по имени Хоруннефер можно встретить в видеоигре 2017 года Assassin's Creed: Origins.